# Dystrykt 9
Dystrykt 9 – południowoafrykański film science fiction w reżyserii Neilla Blomkampa. Autorem scenariusza jest Neill Blomkamp oraz Terri Tatchell, producentem filmu został Peter Jackson.
Scenariusz filmu jest oparty na filmie krótkometrażowym Alive in Joburg, powstałym w 2005 roku.
Film był nominowany do czterech Oscarów.

## Opis fabuły
Jest rok 1982. Na Ziemię przybywa statek obcych. Ku zaskoczeniu wszystkich zatrzymuje się w Południowej Afryce, a dokładniej nad Johannesburgiem. Przez trzy miesiące statek nie daje żadnych znaków, po prostu wisi nad miastem. Po wkroczeniu na pokład okazuje się, że obcy są niedożywieni i potrzebują pomocy. W Dystrykcie 9, tuż pod statkiem przybyszów, powstaje getto dla ponad miliona „krewetek” (ang. „prawn”), jak pogardliwie nazwali obcych ludzie. (Ich nazwa może pochodzić od występującego w okolicach Johannesburga gatunku dużych świerszczy, którego angielska nazwa to „parktown prawn”.)
Po dwudziestu latach stosunki między przybyszami a tubylcami są bardzo napięte. Szerzy się handel i prostytucja międzygatunkowa, a nigeryjska mafia skupuje od obcych technologie i broń w zamian za kocią karmę. Dystrykt 9 jest teraz kontrolowany przez Multi-National United, spółkę, która została upoważniona do przeniesienia getta w inne, bardziej odludne miejsce. MNU przeprowadza również makabryczne eksperymenty na obcych, dążąc do uruchomienia zaawansowanej technologicznie broni. Wikus Van De Merwe został powołany do dowodzenia operacją eksmisji. Wikus znajduje mały kanister z paliwem wyprodukowanym przez jednego z inteligentnych przedstawicieli kosmitów, którym się przez przypadek opryskuje. Powoduje to, że zaczyna zamieniać się w krewetkę. Kiedy MNU zauważa, że jest on teraz w stanie obsługiwać broń kosmitów, jej główni przedstawiciele, łącznie z teściem Wikusa, postanawiają pokroić go i dokładnie zbadać. Wikus ucieka do Dystryktu 9 i znajduje sprzymierzeńców w osobie jednego z kosmitów i jego dziecka. Po krwawej walce z nigeryjską mafią i żołnierzami MNU, dwójka kosmitów ucieka wielkim statkiem matką obiecując powrót w ciągu trzech lat. Wikus całkowicie przemienia się w obcego i pozostaje w Dystrykcie.
Film jest utrzymany w formie dokumentu, przedstawiającego fakty z przeszłości. Fabuła przepleciona jest komentarzami specjalistów, politologów, socjologów, fragmentami programów informacyjnych.

## Odbiór

### Box office
Budżet filmu jest szacowany na 30 milionów dolarów. Według Box Office Mojo w Stanach Zjednoczonych i Kanadzie film zarobił blisko 116 mln USD. W innych krajach przychody wyniosły ponad 95 mln, a łączny przychód z biletów blisko 211 milionów dolarów.

### Krytyka w mediach
Film spotkał się z dobrą reakcją krytyków. W serwisie Rotten Tomatoes 90% z 309 recenzji jest pozytywne, a średnia ocen wyniosła 7,8/10. Na portalu Metacritic średnia ocen z 36 recenzji wyniosła 81 punktów na 100.